# Meldals kommun
Meldals kommun (norska: Meldal kommune) är en tidigare kommun i Trøndelag fylke i Norge. Kommunens centralort var Meldal. Älven Orkla rinner genom kommunen. De mest kända sevärdheterna i kommunen är Thamshavnbanen och Vålåskaret. Vålåskaret ligger västerut i Resdalen och är Norges första fredade setergrend (bergsby). 
Storåsfestivalen i byn Storås var en årlig tradition som arrangerades första gången i juli 2004.
Från år 2020 ingår Meldals kommun i den nyetablerade Orklands kommun.

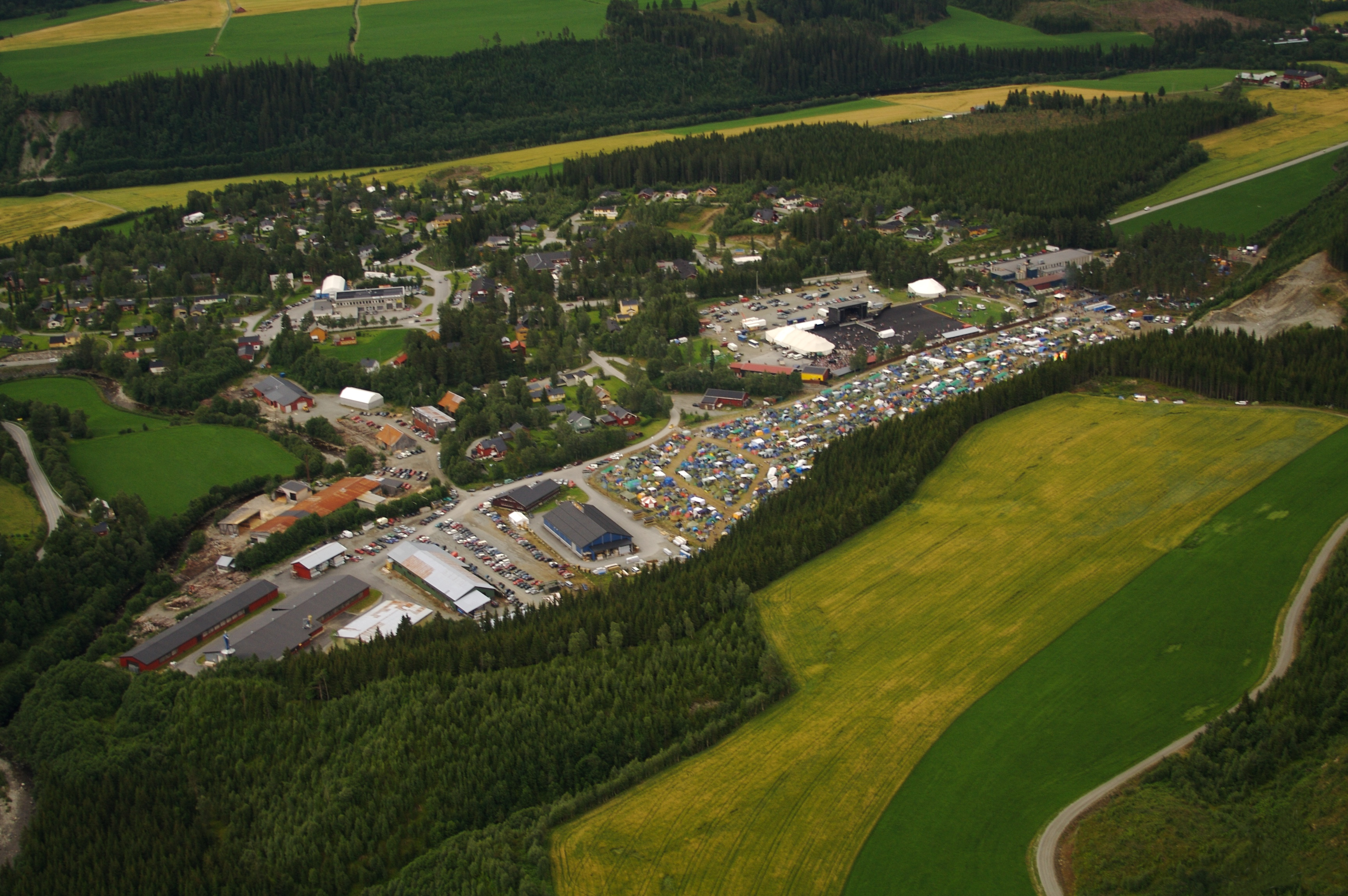
Storåsfestivalen.